# 報復
報復（ほうふく、英: revenge リベンジ）とは、自分に害を与えた相手に対して、それと釣り合う害を返すこと。仕返し（しかえし）、復讐（ふくしゅう）ともいう。報復的正義という言葉もあり、報復（復讐）は正義と深いつながりがある。また復讐は社会正義にも繋がる概念である。私刑とも関係があり、法治国家では違法行為に繋がる可能性が高い。報復の連鎖を防ぎ、社会の秩序を保つために、数々の規制が行われている。例えば、加害者への復讐として被害事実を公表し（職場への伝達も含む）社会的地位を貶めた場合は名誉毀損となる（刑事罰の対象）。

## 概説

### 攻撃行動との関係性
攻撃行動との関係性については、「攻撃行動(心理学」の記事を参照のこと。
児童による攻撃の中での復讐の位置づけ
越中康治の幼稚園児童の研究によれば、他の児童からものをとりあげるなどの挑発的攻撃、奪われたものを取り返す報復的攻撃、さらに別の児童が取り返してあげるなどの制裁的攻撃の3つの概念を提出している。また幼児らは、挑発的攻撃は悪いと判断する一方で、報復的攻撃・制裁的攻撃は許容することが観察されており、幼児においても「報復的公正」への理解があるとされる。
また越中らは目的を自己か他者、動機を回避、報復としたうえで次の4つの攻撃があるとする。
- 防衛 （自己目的、回避）
- 報復 （自己目的、報復）
- 擁護 （他者目的、回避）
- 制裁 （他者目的、報復）

攻撃行動は「悪い」行動として道徳背反行為とされるが、実際には常に「悪い」と判断されない。社会心理学の研究では、被害の回避を目的とした正当防衛などの攻撃行動や、加害者への報復行為・報復的攻撃については必ずしも悪いとは判断されずに、文脈を考慮して判断され、攻撃行動が許容されることもある。

## 歴史
原始社会においては、報復は権益を侵害する者に対して、一般的に行われた。報復された側が報復をやり返し、結果止めどなく報復の連鎖を招くこともあった。
為政者は、自分が統治する国内で人々に報復の感情や報復の連鎖が起きて国内が混乱してしまうことに、為政者としてどのように対処すべきか、苦心してきた。
古代のモーセなど、民族の指導者は同時に宗教的指導者でもあることは多かったので、この歴史の節で、復讐について宗教経典でどのような規定や記述がされてきたかについても併せて解説する。

### ハンムラビ法典
復讐の歴史に関連してしばしば取り上げられるのが、ハンムラビ王の在位紀元前1792年-1750年の終わり頃に成立したとされるハンムラビ法典の復讐に関する規定であり、「タリオの法」（同等の法）ともいわれ、一般に「目には目を、歯には歯を」と訳されている。これは復讐を奨励している法というわけではなく、もし復讐する場合に　その上限を設定する法である。自分が受けた害以上に相手に害を加えてはいけない、ということを規定している。

### ユダヤ教（ヘブライ語聖書）
ユダヤ教では復讐をどうとらえていたか、ヘブライ語聖書（紀元前4〜5世紀ころに成立したとされる）に記載されている例を挙げる。
- ダビデはサウルに復讐する機会があったがそうはせず、神が必ず復讐されると確信していた

サムエル記上(口語訳) 24章12節
サムエル記上(口語訳) 26章8節から11節

### キリスト教（新約聖書）
キリスト教では、復讐をどのように考えていたか、新約聖書を中心に例を挙げる。
- イエス・キリストは敵をも愛するようにと教えた

マタイによる福音書(口語訳) 5章43節から44節
ルカによる福音書(口語訳) 6章35節
- 使徒パウロも自分で復讐せず、神の怒りに任せるようにと説いた

ローマ人への手紙(口語訳) 12章19章
ヘブル人への手紙(口語訳) 10章30章
キリスト教では「復讐は神のもの」とされており、人は自分で復讐してはならないと教えている。

### イスラム教
イスラム教では「目には目を、歯には歯を」に続きがあり、報復を行わないことを善行として推奨している。これはディーヤという形でイスラム法の制度になっている。
- クルアーン第5章45節
- 命には命を，目には目を，鼻には鼻を，耳には耳を，歯には歯を，全ての傷害に同じ報復を。
- しかし報復せず許すならば，それは自分の罪の償いとなる。

### 中世・近代ヨーロッパ
中世ヨーロッパでは、キリスト教の教えが広まったが、一方でフェーデによる報復が行われていた。
中世ヨーロッパでは動物に対しても一部で復讐が行われ、それは「動物裁判」の名前で知られている。
（ヨーロッパでは）復讐劇、復讐悲劇というジャンルがある。

### 近現代に残るヨーロッパなどの復讐
- ジャクマリャ - アルバニアに古くからあった血の復讐のおきて。
- オメルタ - シチリアに古くからある血の復讐のおきて。
- ヴェンデッタ - コルシカに古くからある血の復讐のおきて。
- チェチェンにおける復讐について2013年に西部邁（評論家）は次のように述べた。「以前、新聞で読んだのですが、チェチェンでは、自分の肉親を殺されると7代にわたって復讐の義務が発生するというんです。7代といえば、仮に25年で世代交代するとして175年ですよ。175年後に生まれた男の子は、175年前の復讐をしなければいけない。僕はそれを聞いて、いい話だなあと思った。」[6]

### 日本国内の歴史
日本でも、敵討（仇討ち）は平安時代や鎌倉時代でも行われていた。徳川幕府は仇討ちは私闘として抑制を加えた。

## 報復に関連する法律
私事性的画像記録の提供等による被害の防止に関する法律（リベンジポルノ防止法）によりリベンジポルノは禁止されている。
刑罰の目的に関しては2つの考え方があり、ひとつは教育する目的で行うという考え方（教育刑）で、もうひとつは「罪に対して報復をする」という目的で行うという考え方で（応報刑）である。
殺人（犯）に対して死刑の判決がくだされ執行される場合、殺人に対する報復、と解釈されることもある。

### 死刑制度と報復
欧州では近年死刑制度を廃止する国が少なくない。
現在では報復行為を国が代行するかわりに国民から報復権を取り上げている（応報刑論）。そのため、もし死刑がなくなったとき、被害者遺族の報復権が不当に制限されるという、死刑存廃問題における存続派の有力な意見がある。
殺人などの凶悪犯罪の加害者が、国家により保護されるのに、被害者側には報復が認められないのはおかしいと考え、近代以前のように報復を法で認め、合法化すべきという意見がある。
近代法制度では、「私刑」は認められておらず、相手を誤認して無関係の第三者を殺傷したり、報復の連鎖を招く危険から反対意見が多く、現在では広い論議には至っていない。

## 報復事件
いじめ問題などでも、いじめ被害者が、いじめ加害者へ報復する事件が発生している。
復讐屋などと称する、報復を代行する業者もある。

## 報復殺人事件
報復が殺人事件となった例を挙げる。

### 日本
- 津山三十人殺し（1938年） ‐ 肺結核の病気と身寄りの少ないことに周辺地域住民から虐待されたことへの報復で30名を殺害し、自身も自殺をした。
- ロボトミー殺人事件（1979年） - 精神外科手術により人間性が奪われた報復として、執刀した精神科医の母親と妻が殺害された。
- 熊本母娘殺害事件（1985年） - 1962年に義母（元妻の母）を殺害して尊属殺人罪で無期懲役に処された加害者が仮釈放後、元妻の親族を逆恨みして2人を殺害した。
- 豊田商事会長刺殺事件（1985年） - 豊田商事による詐欺事件の被害者から依頼を受けた犯人が豊田商事会長・永野一男を刺殺した。
- JT女性社員逆恨み殺人事件（1997年） - 7年前（1989年）に強姦致傷事件を起こして懲役7年の刑に処された加害者（殺人前科あり）が警察へ被害届を出した被害者女性（日本たばこ産業〈JT〉社員）を逆恨みし、出所後にお礼参りした事件である。
- 山形一家3人殺傷事件（2006年） - 少年時代に服を脱がされた男性が、加害男性の一家を襲撃し報復殺人を行った。
- 東大阪集団暴行殺人事件（2006年） - 暴力団の名が絡んだ報復に対する報復が行われ、最終的に集団リンチ殺人事件に至った。

### アメリカ合衆国
- 1999年に、アメリカでコロンバイン高校銃乱射事件が発生した。いじめへの報復とされる。

### スペイン
- 2005年に、スペインでは娘を強姦した男に娘の母親がガソリンをかけて焼き殺す事件が発生した[10]。

## 国家間の報復
事例
- 第一次世界大戦で敗戦したドイツに対し、戦勝国は懲罰的な賠償を課した。（そのような懲罰的賠償が引き起こしてしまうであろう結果について、ケインズは危機感を持った。そしてケインズの心配は的中し、懲罰的賠償に不満や怒りが蓄積したドイツ国民らは、彼らの不満や怒りを受け止めてくれるアドルフ・ヒトラーを支持し、ナチス・ドイツが誕生し、ドイツは周辺国へ攻撃・侵略を開始し、世界は大混乱に陥り、大きな悲劇が生じた。）
- アメリカ合衆国の禁輸処置に対して日本人が報復の感情を持ったことが太平洋戦争を始めた一因とされることがある。
- 第二次世界大戦に敗戦した日本に対し、蒋介石は「以徳報怨」の声明を発した。
- フセイン大統領がジョージ・H・W・ブッシュの暗殺を試みたとされるが、暗殺計画の対象となったブッシュ大統領の息子のジョージ・W・ブッシュは、その復讐にフセインを捕らえて処刑したとされる[11]。（アメリカ同時多発テロ事件後、ジョージ・W・ブッシュが大統領であったアメリカ合衆国は報復の軍事行動を開始した。）

軍事的報復
攻撃また攻撃行動は他者への損害をおよぼすために道徳的には違背行為ともされるが、他方、戦争などで攻撃を受けた側が報復する場合などは肯定的に評価されることもある。
テロリズム、相互確証破壊、正当防衛、カウンターアタック（逆襲）も参照。

## 競技での報復の扱い
- 野球（主にMLB）においては、味方選手が頭部に死球を受けたり、侮辱的な行為をされた際、報復行為として相手チームの選手に対して故意に死球を与える投手も一部にいる[12]（最近では、報復せず、意図的な死球を与えない投手も多い）。報復の死球を与えた場合、審判員によって故意に復讐で死球を与えたと判断されると、退場処分を科されることが多い。

## 動物
動物にも報復する行動が見られる。チンパンジーでは、過去に被害を与えた相手により攻撃的となり、悪意からの嫌がらせからは行わない結果が出ている。また、シャチなどが過去の攻撃に対して攻撃したりする。

## 超自然と報復
神などの超自然的な現象による報復を祟りと呼んだ。